# Dusty Collins
Pour les articles homonymes, voir Collins.
Dusty Collins (né le 28 février 1985 à Gilbert, Arizona aux États-Unis) est un joueur professionnel américain de hockey sur glace.

## Carrière de joueur
Il fut repêché par le Lightning de Tampa Bay alors qu'il faisait partie des Wildcats de la Northern Michigan University. Il y joua quatre saisons avant de rejoindre les Falcons de Springfield pour y terminer la saison 2006-2007. La saison suivante, il aida son équipe, les Sundogs de l'Arizona, à remporter le championnat de la Ligue centrale de hockey.
En 2008-2009, il revint évoluer dans la Ligue américaine de hockey en y jouant pour deux clubs. Il joua aussi quelques parties avec le Reign d'Ontario dans l'ECHL.

## Statistiques
| Saison    | Équipe                        | Ligue |    | Saison régulière | Saison régulière | Saison régulière | Saison régulière | Saison régulière |   | Séries éliminatoires | Séries éliminatoires | Séries éliminatoires | Séries éliminatoires | Séries éliminatoires |
| Saison    | Équipe                        | Ligue | PJ | B                | A                | Pts              | Pun              | PJ               | B | A                    | Pts                  | Pun                  |                      |                      |
| 2001-2002 | U.S. Équipe Nationale U18     | NAHL  | 46 | 4                | 6                | 10               | 28               | -                | - | -                    | -                    | -                    |                      |                      |
| 2002-2003 | U.S. Équipe Nationale U18     | NAHL  | 9  | 1                | 3                | 4                | 11               | -                | - | -                    | -                    | -                    |                      |                      |
| 2003-2004 | Wildcats de Northern Michigan | NCAA  | 37 | 1                | 5                | 6                | 30               | -                | - | -                    | -                    | -                    |                      |                      |
| 2004-2005 | Wildcats de Northern Michigan | NCAA  | 25 | 2                | 1                | 3                | 28               | -                | - | -                    | -                    | -                    |                      |                      |
| 2005-2006 | Wildcats de Northern Michigan | NCAA  | 34 | 4                | 6                | 10               | 45               | -                | - | -                    | -                    | -                    |                      |                      |
| 2006-2007 | Wildcats de Northern Michigan | NCAA  | 41 | 4                | 2                | 6                | 32               | -                | - | -                    | -                    | -                    |                      |                      |
| 2006-2007 | Falcons de Springfield        | LAH   | 11 | 0                | 0                | 0                | 11               | -                | - | -                    | -                    | -                    |                      |                      |
| 2007-2008 | Sundogs de l'Arizona          | LCH   | 63 | 23               | 30               | 53               | 126              | 17               | 2 | 5                    | 7                    | 20                   |                      |                      |
| 2007-2008 | IceHogs de Rockford           | LAH   | 2  | 0                | 0                | 0                | 0                | -                | - | -                    | -                    | -                    |                      |                      |
| 2008-2009 | Reign d'Ontario               | ECHL  | 24 | 6                | 8                | 14               | 34               | -                | - | -                    | -                    | -                    |                      |                      |
| 2008-2009 | Monarchs de Manchester        | LAH   | 16 | 4                | 2                | 6                | 15               | -                | - | -                    | -                    | -                    |                      |                      |
| 2008-2009 | Moose du Manitoba             | LAH   | 34 | 7                | 1                | 8                | 34               | 20               | 1 | 3                    | 4                    | 14                   |                      |                      |
| 2009-2010 | Moose du Manitoba             | LAH   | 70 | 2                | 2                | 4                | 93               | 5                | 1 | 0                    | 1                    | 4                    |                      |                      |
| 2010-2011 | Reign d'Ontario               | ECHL  | 49 | 9                | 17               | 26               | 70               | -                | - | -                    | -                    | -                    |                      |                      |
| 2010-2011 | Everblades de la Floride      | ECHL  | 4  | 0                | 0                | 0                | 8                | 4                | 1 | 0                    | 1                    | 2                    |                      |                      |
| 2010-2011 | Rampage de San Antonio        | LAH   | 7  | 0                | 0                | 0                | 10               | -                | - | -                    | -                    | -                    |                      |                      |
| 2010-2011 | Moose du Manitoba             | LAH   | 3  | 1                | 0                | 1                | 12               | -                | - | -                    | -                    | -                    |                      |                      |
| 2010-2011 | Marlies de Toronto            | LAH   | 4  | 0                | 0                | 0                | 0                | -                | - | -                    | -                    | -                    |                      |                      |
| 2010-2011 | Barons d'Oklahoma City        | LAH   | 2  | 0                | 0                | 0                | 2                | -                | - | -                    | -                    | -                    |                      |                      |

## Trophées et honneurs personnels
- 2008 : remporta la Coupe du Président Ray Miron avec les Sundogs de l'Arizona de la Ligue centrale de hockey.